# Якшинская (сельское поселение Никольское)
Якшинская — деревня в Кадуйском районе Вологодской области.
Входит в состав Никольского сельского поселения (до 2015 года входила в Андроновское сельское поселение), с точки зрения административно-территориального деления — в Андроновский сельсовет.
Расстояние по автодороге до районного центра Кадуя — 41 км, до центра сельсовета деревни Андроново — 3 км. Ближайшие населённые пункты — Брюхово, Дёмшино, Семенская, Тименская, Чудиново.
По переписи 2002 года население — 4 человека.